# Pseudomystus mahakamensis
Pseudomystus mahakamensis är en fiskart som först beskrevs av Vaillant 1902.  Pseudomystus mahakamensis ingår i släktet Pseudomystus och familjen Bagridae. Inga underarter finns listade i Catalogue of Life.